# Cordicollis claviger
Cordicollis claviger es una especie de coleóptero de la familia Anthicidae.

## Distribución geográfica
Habita en Camerún.